# Ricardinho (Futsalspieler)
Ricardo Filipe da Silva Braga, besser bekannt als Ricardinho, ist ein portugiesischer Futsal-Profi, der für den französischen Verein Asnieres Villeneuve und die portugiesische Nationalmannschaft als Flügelspieler spielt.

## Biografie
Mit dem Spitznamen O Mágico (The Magician) wurde er 2010, 2014, 2015, 2016, 2017 und 2018 von dem Magazin „Futsal Planet“ sechsmal als bester Futsal-Spieler der Welt ausgezeichnet. Ricardinho ist der einzige Spieler, der diese Auszeichnung mehr als viermal gewonnen konnte und ist der einzige Portugiese, der sie erhalten hat.
Ricardinho gewann den UEFA-Futsal-Pokal, heute UEFA Futsal-Champions League, dreimal, 2009/10 mit Benfica Lissabon und 2016/17 und 2017/18 mit Inter FS. 
Er gewann mit der Portugiesischen Nationalmannschaft die UEFA Futsal Euro 2018, bei der er Torschützenkönig wurde und die Auszeichnung als bester Spieler erhielt. Er war bereits 2007 als bester Spieler ausgezeichnet worden. Und ist erfolgreichster EM-Torschütze.
Im Jahr 2021 wurde Ricardinho mit dem Goldenen Ball ausgezeichnet und fügte dem Goldenen Schuh der FIFA Futsal-Weltmeisterschaft 2016 einen weiteren Individualerfolg hinzu. Außerdem führte Ricardinho die portugiesische Nationalmannschaft nacheinander zu den ersten beiden großen Erfolgen, dem EM-Titel 2018 und dem Sieg der Futsal-Weltmeisterschaft 2021.